# 파시아 (건축)

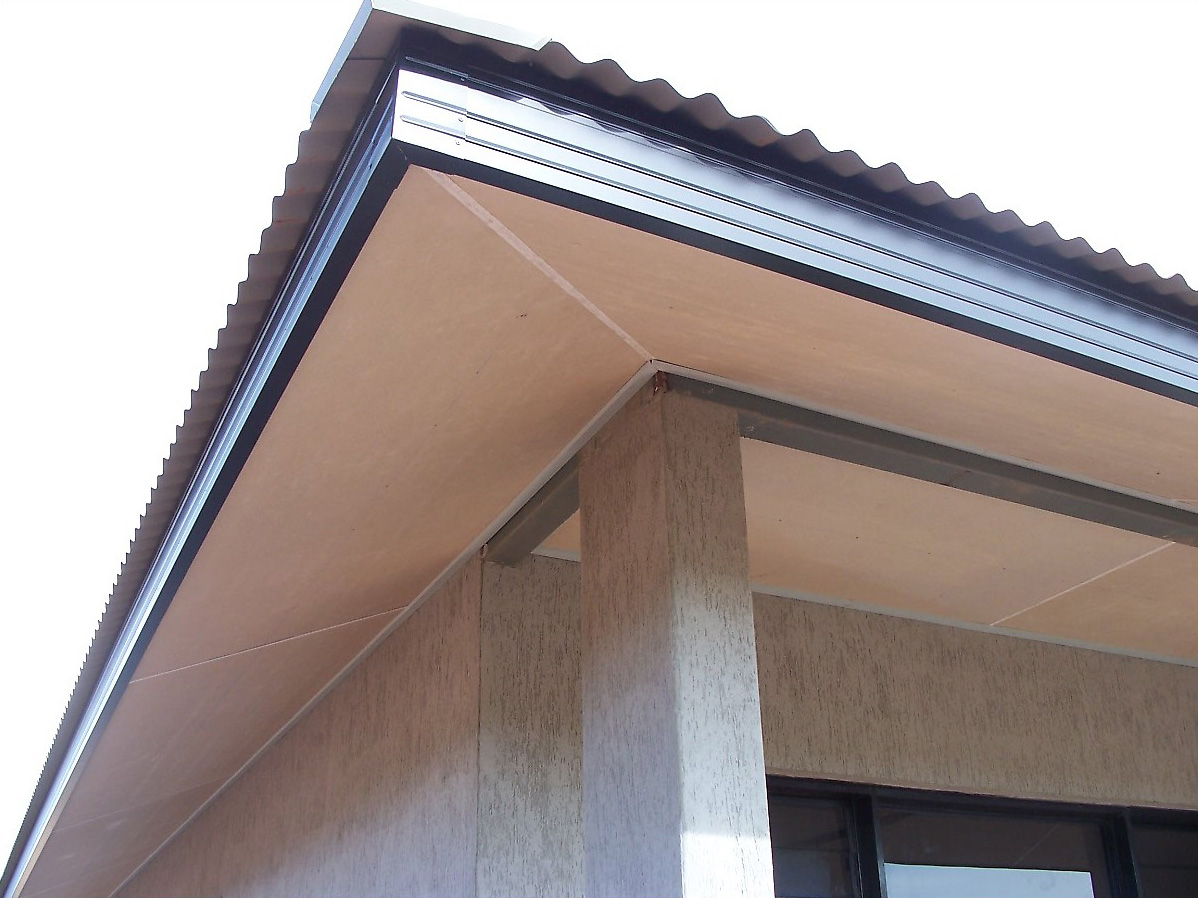
호주 북부의 한 주택에 롤 성형 금속 파시아(두 개의 선이 있는 수평 방향 금속 표면은 골판지 지붕 가장자리 바로 아래에 있으며, 파시아에 몇 인치 돌출되어 있다.)가 설치된 모습. 휴대용 롤 성형 기계를 사용하면 건설 현장에서 긴 길이를 만들어 이음새를 줄일 수 있다. 처마나 소피트 밑면의 안감이 보인다.

파시아(Fascia) 또는 처마널은 지붕 가장자리 아래의 수직 프리즈 또는 띠를 지칭하는 건축 용어이거나 관찰자에게 보이는 코니스(처마 장식)의 바깥쪽 표면을 형성하는 용어이다.
일반적으로 나무판, 비가소성 PVC(uPVC), 또는 부식되지 않는 판금으로 구성되고, 석재로 만든 비가정용 파시아의 대부분은 화려하게 조각되거나 조각된 처마 장식을 형성하는데, 이 경우 파시아라는 용어는 거의 사용되지 않는다.
'파시아'(Fascia)라는 단어는 '밴드, 붕대, 리본, 띠'를 의미하는 라틴어 'fascia'에서 유래되었다. 일반적으로 잘 사용되지는 않지만 이 용어는 출입문 주변의 넓고 평평한 장식 띠와 같이 벽면과 분리된 다른 띠 모양의 표면을 지칭하는데도 사용된다.
고전 건축에서 파시아는 기둥 바로 위에 있는 엔타블러처의 아키트레이브 부분을 구성하는 평평하고 넓은 밴드이다. 구타에 또는 드립 엣지는 트리글리프 아래의 도리스식 양식으로 파시아에 장착되었다. 파시아라는 용어는 시마티움 아래의 평평한 띠를 지칭하기도 한다.